# Anni 340
Gli anni 340 sono il decennio che comprende gli anni dal 340 al 349 inclusi.

## Eventi, invenzioni e scoperte
- Produzione del manoscritto copto contenente l'unica copia conservatasi del Vangelo di Tommaso.